# Marija D. Ilić
Marija D. Ilić (ur. 11 lutego 1951 w Zaječarze) – serbska i amerykańska inżynier elektryk i naukowiec, specjalizująca się w dziedzinie systemów elektroenergetycznych, teorii sterowania, rynków energii elektrycznej oraz inteligentnych sieci energetycznych (Smart Grids). Jest profesorem emerytowanym (Professor Emerita) na Wydziale Inżynierii Elektrycznej i Komputerowej Carnegie Mellon University (CMU) w Pittsburghu, z dodatkową afiliacją na Wydziale Inżynierii i Polityki Publicznej (EPP) tej uczelni. Uznawana za autorytet w dziedzinie modelowania, sterowania i ekonomiki systemów elektroenergetycznych.

## Życiorys
Marija urodziła się 11 lutego 1951 roku w miejscowości Zaječar, Jugosławia. Ukończyła studia inżynierskie (Dipl. Ing.) na Uniwersytecie w Belgradzie (Serbia) w 1974 roku. Następnie kontynuowała naukę w Stanach Zjednoczonych na Washington University in St. Louis, gdzie uzyskała tytuł Master of Science (M.Sc., 1978) oraz stopień doktora nauk (D.Sc., 1980). W latach 1987–2002 była profesorem na Massachusetts Institute of Technology (MIT). W październiku 2002 roku przeniosła się na Carnegie Mellon University (CMU). Obecnie posiada status profesora emerytowanego.

## Działalność naukowa
Główne obszary badawcze Mariji D. Ilić obejmują:
- Modelowanie, sterowanie, eksploatacja, planowanie i ekonomika systemów elektroenergetycznych.
- Analiza i projektowanie rynków energii elektrycznej.
- Inteligentne sieci energetyczne (Smart Grids).
- Analiza infrastruktury krytycznej i jej wzajemnych zależności.
- Zastosowania obliczeń komputerowych do analizy dużych, złożonych systemów.
- Polityka energetyczna.
- Inżynieria systemów.

## Wybrane publikacje
Jest współautorką kilku książek, w tym:
- Hierarchical Power Systems Control: Its Value in a Changing Industry (1996)
- Dynamics and Control of Large Electric Power Systems (2000)
- Price-Based Congestion Management and Bidding in the Restructured Power Systems (2001)
- Valuation, Hedging and Speculation in Competitive Electricity Markets: A Fundamental Approach (2006)
- Engineering IT-Enabled Sustainable Electricity Services: The Tale of Two Low-Cost Green Azores Islands (2013)

## Nagrody i wyróżnienia
- 1987 – University Scholar Award, University of Illinois;
- 2010 – Phillip L. Dowd Fellowship Teaching Award, CIT Carnegie Mellon University;
- 2012 – Steven J. Fenves Award for Systems Research, CIT Carnegie Mellon University;
- 2017 – IEEE Life Fellow;
- 2020 – Marquis Who’sWho Albert Nelson Marquis Lifetime Achievement Award[3].